# لوسین (اسید آمینه)
لوسین(Leu):
لوسین با فرمول شیمیایی CH3CH(NH2)COOH یکی از سه نوع آمینواسیدهای شاخه دار می‌باشد که به عنوان یک آمینو اسید آلیفاتیک با ساختار زنجیری شناخته می‌شود که بسیار آب گریز است. لوسین آمینو اسیدی است که فقط کتوژنیک است. لوسین با داشتن شش کدون UUA,UUG,CUU,CUC,CUA یکی از اجزای اصلی در Ferritin و Lastacin است. این آمینو اسید در سال ۱۸۱۹ توسط Joseph Louis به‌طور ناخالص از پنیر جداسازی شد. و در سال ۱۸۹۱ برای اولین بار در آزمایشگاه سنتز این آمینو اسید انجام شد.
مکملی برای افزایش توده عضلانی در طولانی مدت